# Ґандакі
Ґандакі (в Непалі) або Ґандак (в Індії, гінді गंडक नदी) — річка в Індії й Непалі, ліва притока Гангу. Також річка має назви Мустанґ-Ґандакі, Калі-Ґандакі та Андха-Ґалхі у верхів'ях, Нараяні та Септа-Гандакі в південному Непалі.

Ґандакі в Непалі
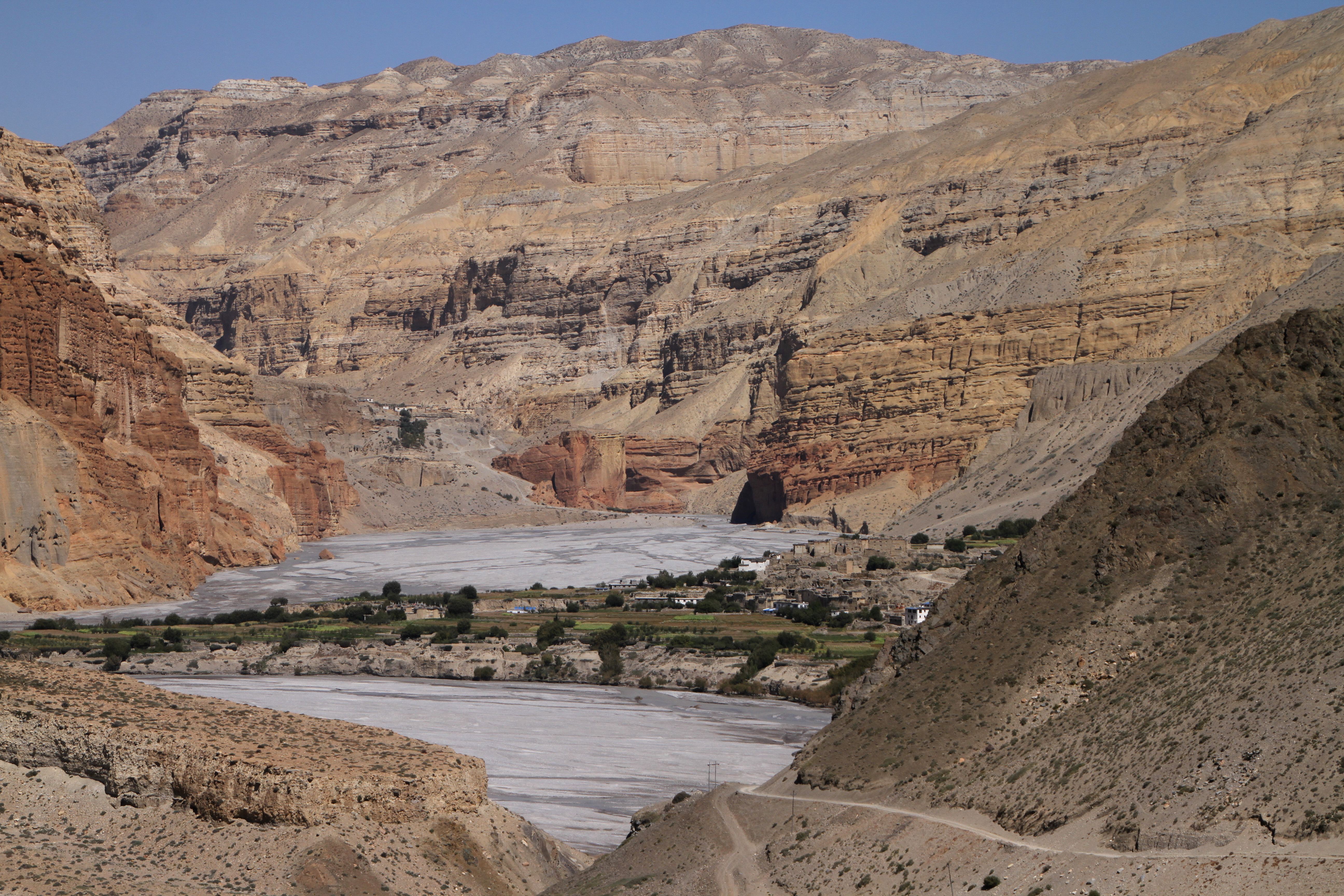
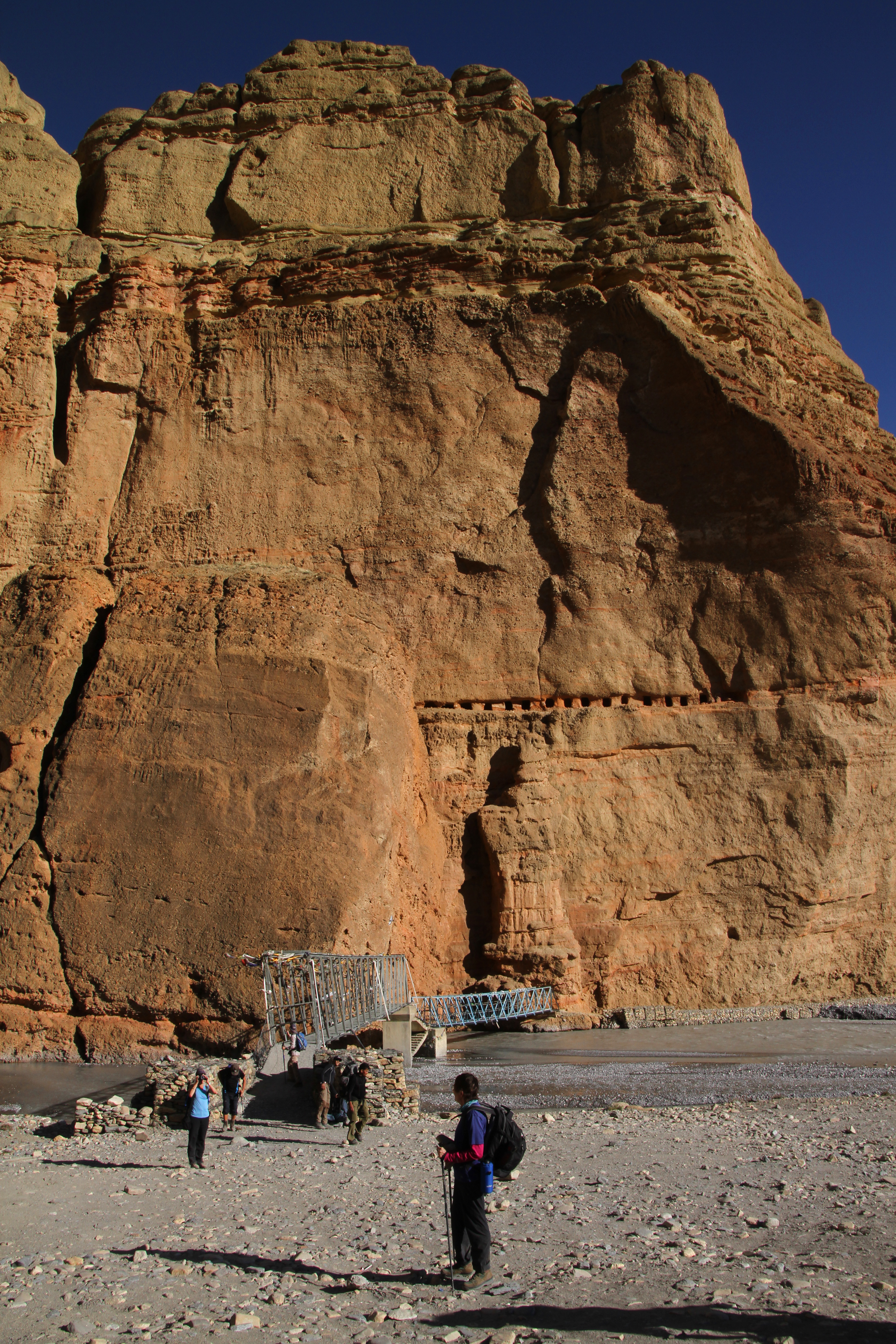
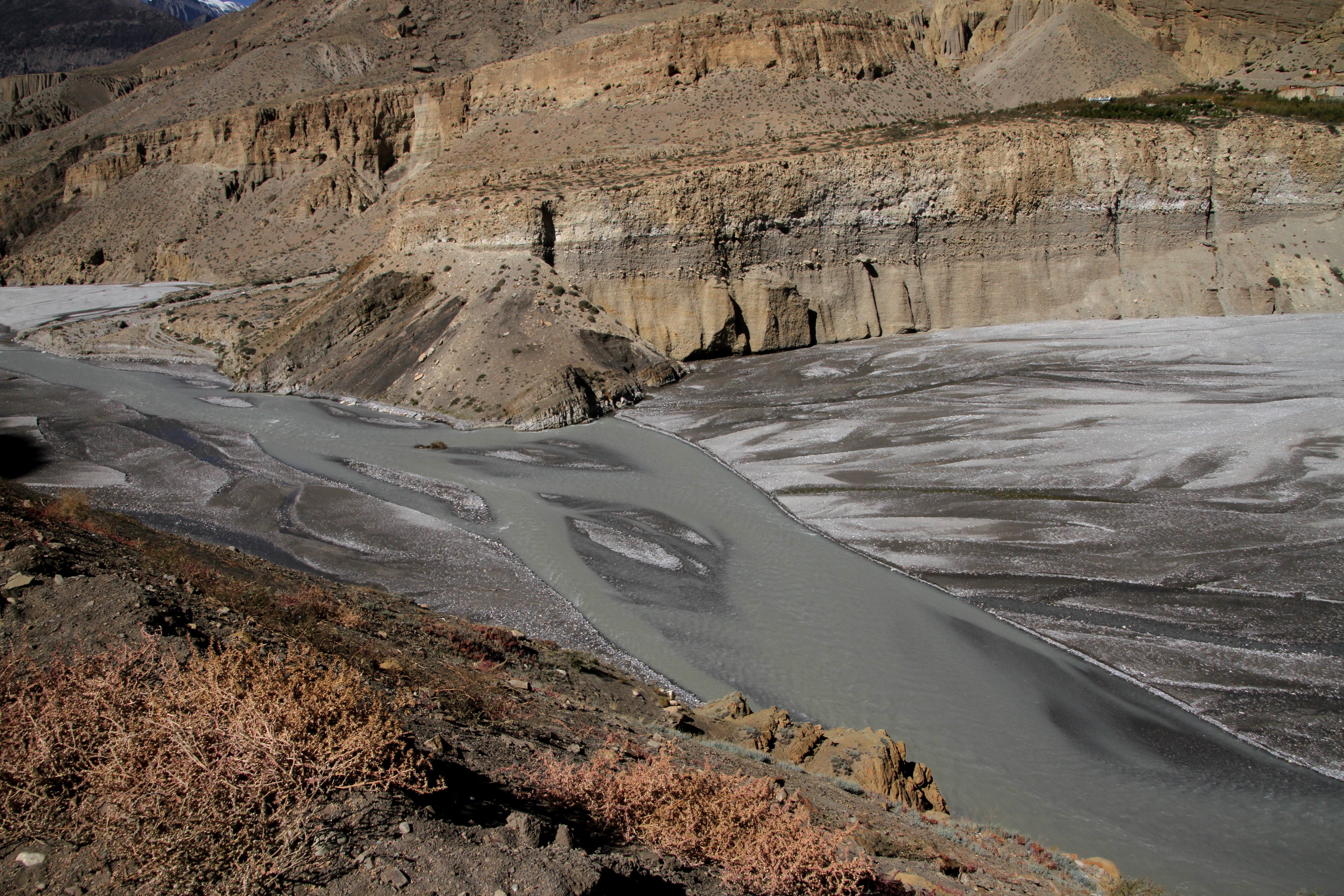
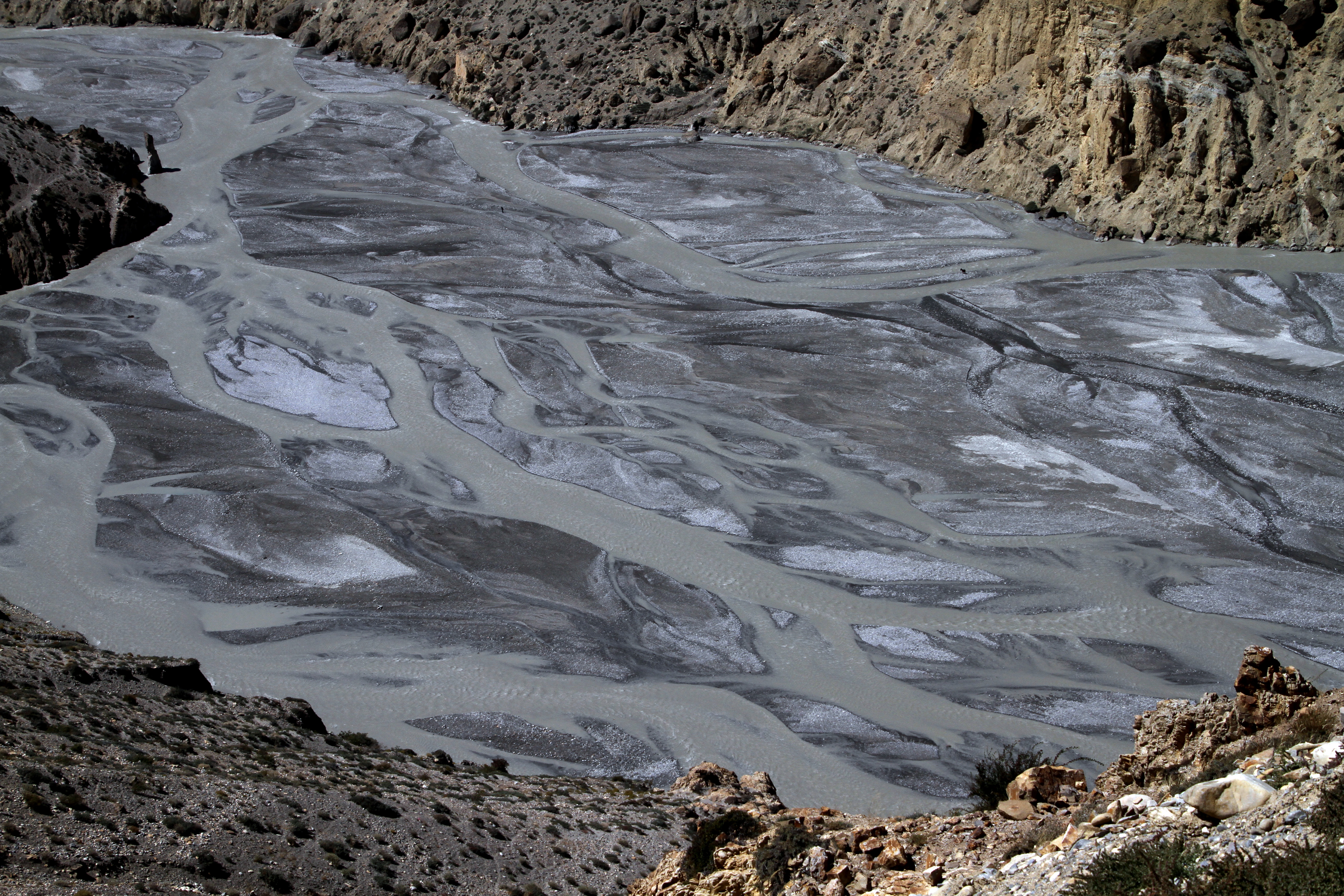
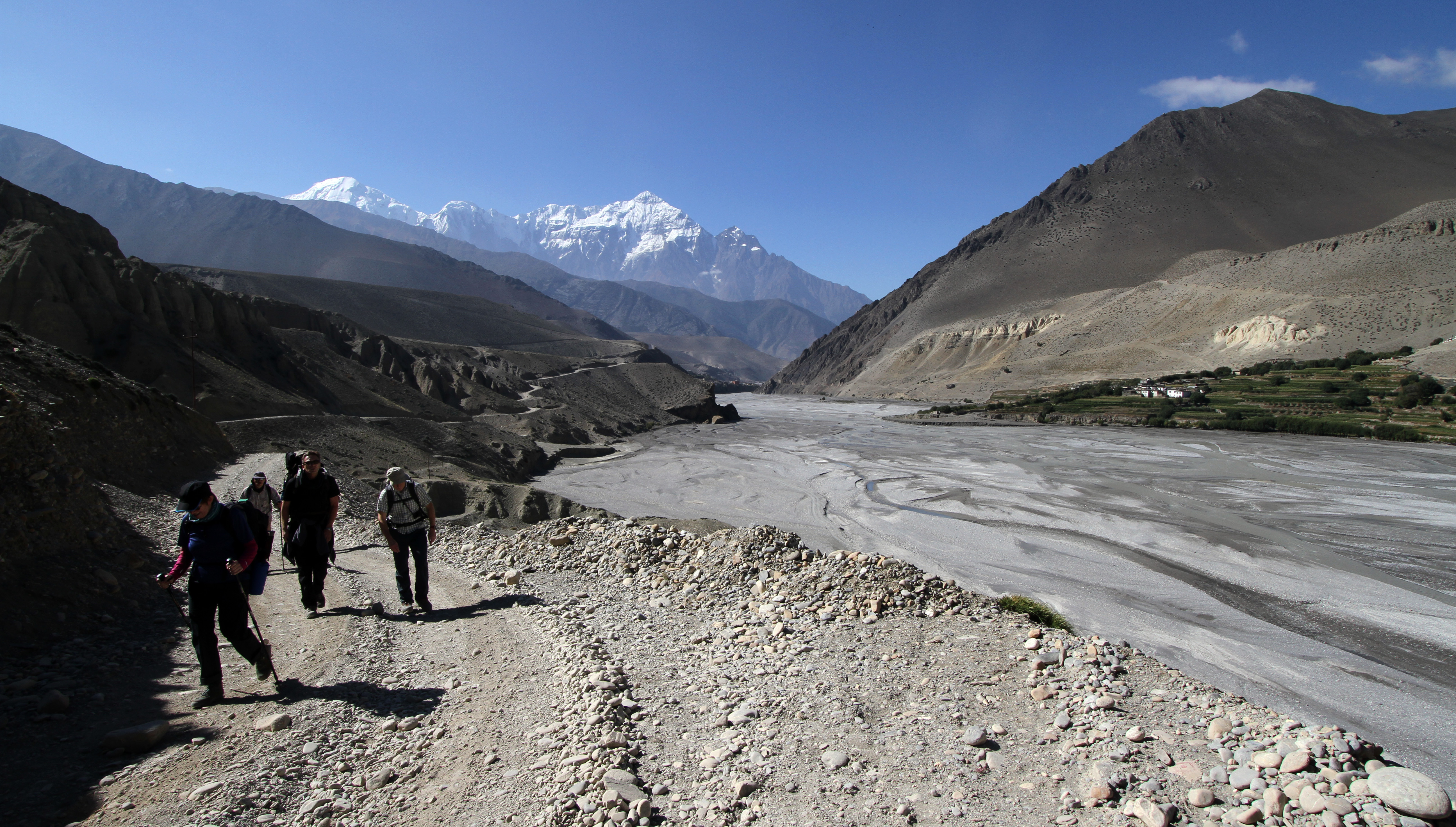
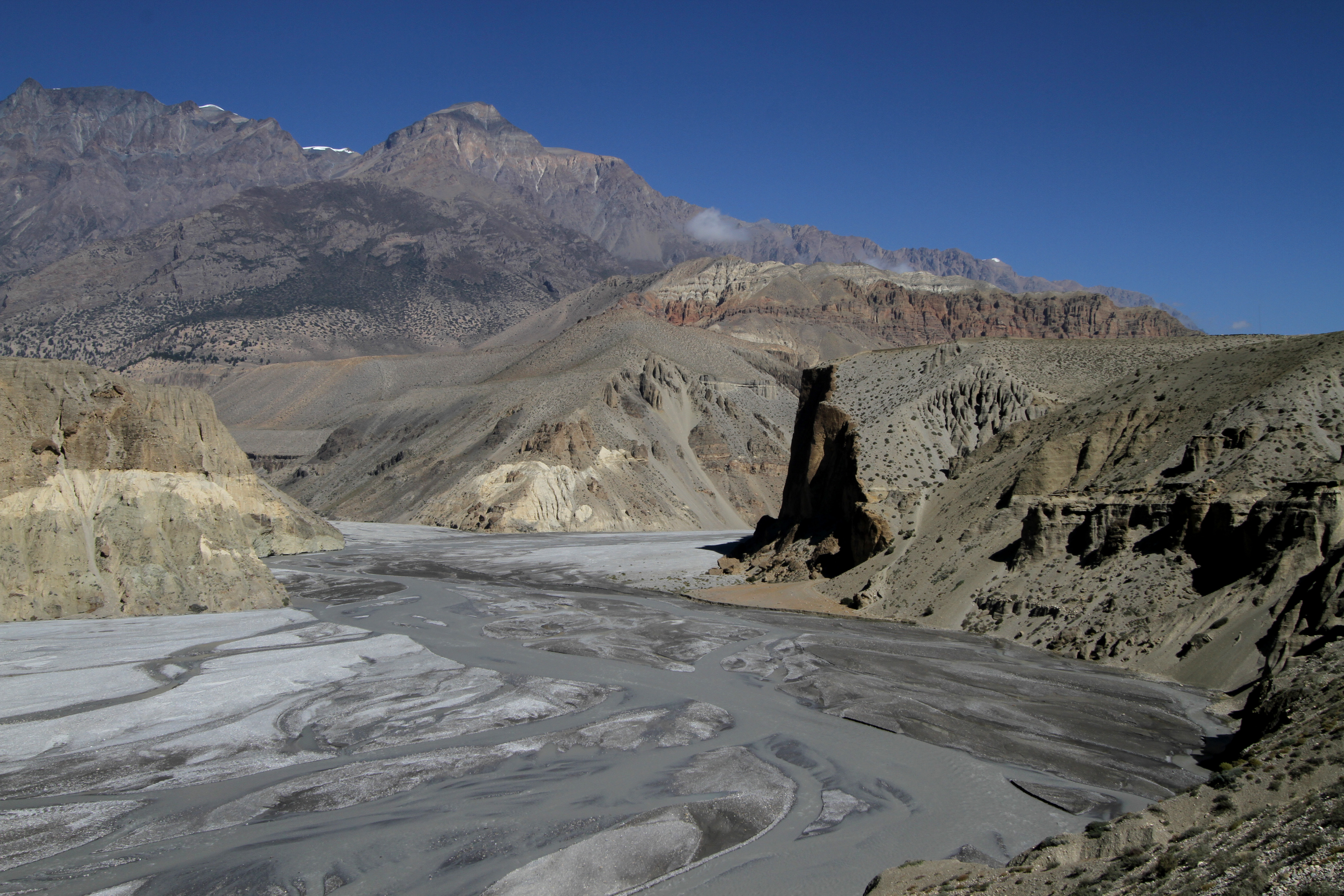
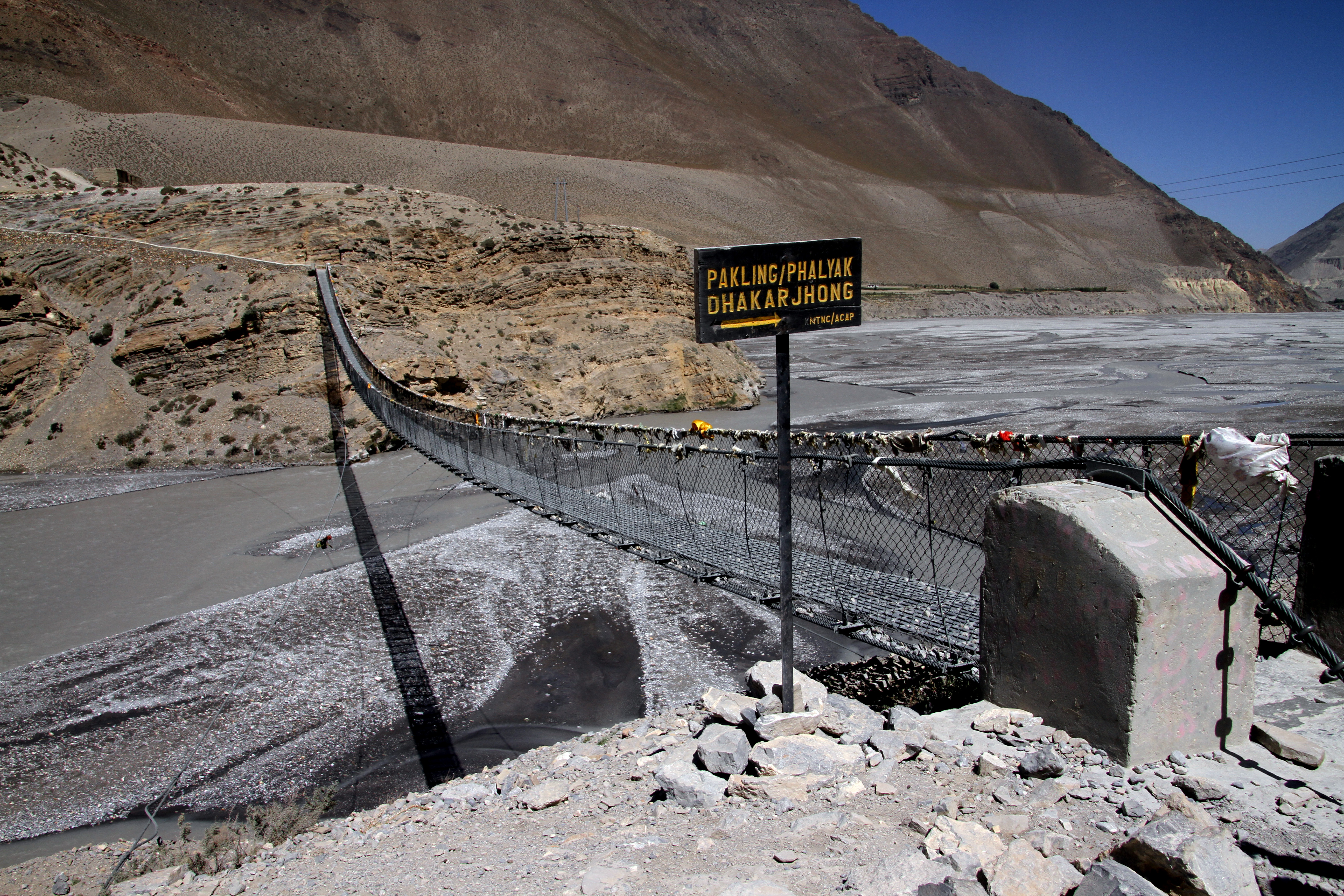
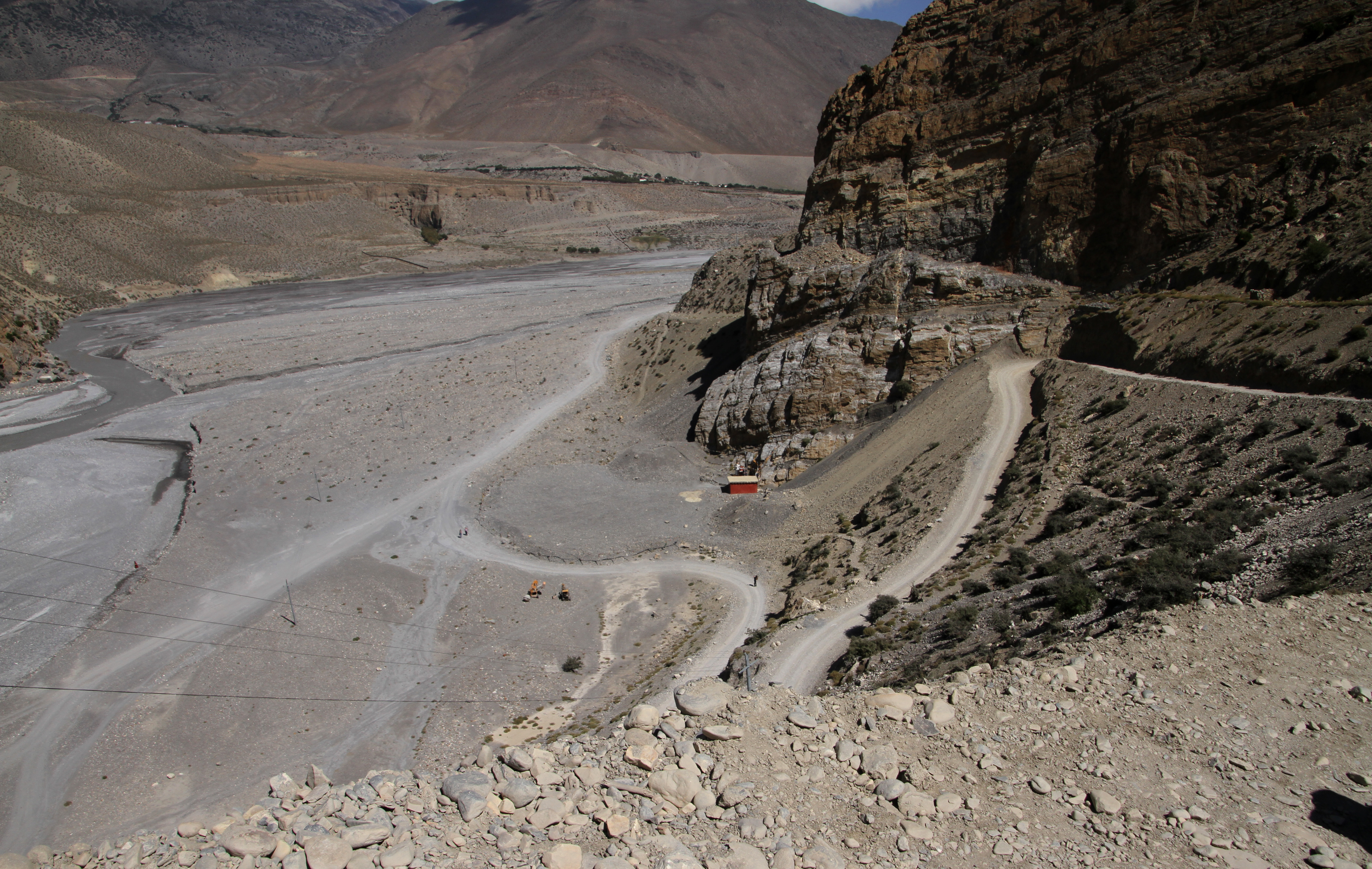